# Caraïbe Écologie Les Verts Guadeloupe
Caraïbe Écologie Les Verts Guadeloupe est la fédération régionale d'Europe Écologie Les Verts en Guadeloupe. Elle a été fondée en 1991. Comme toute structure régionale d'Europe Écologie Les Verts, elle dispose d'une large autonomie pour nouer des relations avec d'autres mouvements politiques en Guadeloupe.

## Présentation
Le parti a été créé en 1991 par l'avocat Harry Durimel, en tant que section guadeloupéenne de Génération écologie.
Il fut tête de liste de la Circonscription Outre-Mer pour EÉLV aux élections européennes de 2009, obtenant plus de la moitié des voix en Guadeloupe, scrutin il est vrai marqué par une très forte abstention.
Il en reste jusqu'en 2017 le principal animateur, moment où il crée l'association politique REV-G.
Il deviendra maire de Pointe-à-Pitre en 2020 sous ses nouvelles couleurs, en alliance avec le GUSR, alors que Caraïbe écologie soutenait le maire sortant Jacques Bangou.